# Роман Семенович
Роман Семенович (пом. після 1402) — князь Новосільський, за заснованою на родоводі традиційної версії молодший син князя Семена Михайловича Глухівського або, за версією Н. Д. Квашніна-Самаріна, його правнук. Роман був союзником московських князів, його армія брала участь у Куликівській битві. За повідомленнями родоводів, Роман переніс столицю Новосільського князівства в Одоєв. Від трьох синів Романа пішли роди князів Білевських, Воротинських та Одоєвських.

## Життєпис
Після смерті свого бездітного старшого брата князя Івана Семеновича Новосільського Роман Семенович зайняв княжий престол у Новосілі. Сталося це, ймовірно, до початку 1370 року.
Вперше імовірно Роман згадується у 1375 році, коли він зі своєю дружиною брав участь у поході коаліції князів Залісся під проводом Дмитра Донського проти великого князя Михайла Олександровича Тверського. У тому ж році ординське військо розорило Новосіль, після чого Роман, за повідомленнями родоводу, перебрався в Одоєв, хоча імовірно Одоєв як столиця князівства згадується тільки у 1407 році, коли «Литва повоювала землю Новосільську і град Одоєв вогнем попалиша».
За Єрмолінським літописом, у 1380 році армія князя Романа Новосільського у складі раті під командуванням великого князя московського Дмитра Донського брала участь у Куликівській битві проти Мамая, фактичного правителя Золотої Орди. Водночас великий князь литовський Ягайло, який виступив з литовсько-руською раттю на допомогу Мамаю, дійшов до Одоєва, де дізнався про поразку свого союзника у битві.
У 1385 році князь Роман Новосільський брав участь у невдалому поході московської раті під командуванням князя Володимира Андрійовича Серпуховського проти великого рязанського князя Олега Івановича.
Князь Роман Семенович Новосільський востаннє згадується у 1402 році у мирному договорі великого князя московського Василя Дмитровича з великим князем рязанським Федором Ольговичем.
Ім'я Романа згадується у Любецькому синодику у списку чернігівського архієпископа Філарета Гумілевського, причому там згадується, що Роман прийняв чернечий постриг (ймовірно, перед смертю). Існує легенда, що саме Роман заснував Лихвінський Покровський Добрий монастир.
У літописах Роман згадується з титулом «князь Новосільський». Однак, коли князі Одоєвські у XVI столітті подали свій родовід розпис, вони вказали Романа з титулом князя Одоєвського. На думку дослідників, ця підміна титулу була потрібна князям Одоєвським для обґрунтування свого походження від Романа. З титулом князя Одоєвського Роман потрапив до ряду родослівців — зокрема, до Рум'янцевського і Государевого, проте в багатьох інших родослівцях (у Літописному, Патріаршій редакції, редакції початку XVII століття) титул князя Новосільського у Романа був збережений. Через війну князь П. В. Долгоруков у своїй «Родовідній книзі» змішав у Романа обидва титули, назвавши його князем Новосільським і Одоєвським.
На думку польського історика Стефана Кучинського, після смерті Романа єдине Новосільсько-Одоєвське князівство перестало існувати, розпавшись на уділи, проте проти цієї точки зору виступають деякі сучасні історики, вказуючи на те, що на початку XV століття новосільські князі ще у 1427 році зберігали родову єдність.

## Шлюб та діти
Ім'я дружини Романа невідоме. Відомості про дітей Романа суперечливі. У родоводів у нього показано трьох синів:
- Василь Романович, князь Новосільський, родоначальник князів Білевських
- Лев Романович, князь Новосільський, родоначальник князів Воротинських
- Юрій Романович Чорний, князь Новосільський, родоначальник князів Одоєвських

Проте низка дослідників додали Роману ще трьох синів, існування яких сумнівно:
- Данило Романович[К 1]
- Семен Романович[К 2]
- Степан Романович[К 3]